# Bjarne Holm Jakobsen
Bjarne Holm Jakobsen (født 27. marts 1954) er en dansk geograf ansat som lektor ved Institut for Geografi og Geologi, Københavns Universitet. Frem til fusionen i 2007 var han institutleder ved Geografisk Institut, Københavns Universitet, generalsekretær for Det Kongelige Danske Geografiske Selskab og medlem af chefkollegiet for Geocenter København.
Han har tidligere være ansat som forskningsassistent i Landbrugsministeriet og forsker i Grønlandsministeriet. Hans forskningsområder er arktisk jordbundsgeografi, kulstofdynamikker, geokemiske cykler og holocæn klimaudvikling, og han har flere end 100 videnskabelige publikationer og 25 ekspeditioner og feltkampagner til Grønland bag sig.

## Uddannelse
- 1980 – Cand.scient. i geografi[4] fra Københavns Universitet
- 1980 – Pædagogikum fra Lyngby Statsskole
- 1984 – Lic.scient. i geografi fra Københavns Universitet